# Lindneromyia dorsalis
Lindneromyia dorsalis är en tvåvingeart som först beskrevs av Johann Wilhelm Meigen 1804.  Lindneromyia dorsalis ingår i släktet Lindneromyia och familjen svampflugor. Arten är reproducerande i Sverige. Inga underarter finns listade i Catalogue of Life.